# Kraljevsko kanadsko geografsko društvo
Kraljevsko kanadsko geografsko društvo (RCGS, engl. Royal Canadian Geographical Society; SRGC, franc. Société géographique royale du Canada) je kanadska neprofitna obrazovna organizacija posvećena otkrivanju šireg znanja i dubljeg vrednovanja Kanade — njenih ljudi i mjesta, njenog prirodnog i kulturnog naslijeđa te njenih ekoloških, socijalnih i ekonomskih izazova. RCGS objavljuje nagrađeni časopis na engleskom jeziku Canadian Geographic koji se publicira od 1930. godine. Časopis društva na francuskom jeziku Géographica koji se objavljuje u suradnji s L'actualité uveden je 1997. godine.
RCGS također ima programe ekspedicija, istraživanja i predavanja.
Društveni kolegij guvernera i njegovi programski odbori su u potpunosti sastavljeni od dobrovoljaca od kojih su mnogi članovi Kolegija članova. Društvo dodjeljuje nagradu Massey Medal čiji je cilj prepoznati izvrsno osobno postignuće u istraživanju, razvoju ili opisivanju geografije Kanade. Također dodjeljuje Zlatnu medalju, prepoznajući:
(a) posebno dostignuće jednog ili više podjedinaca u općem polju geografije; ili
(b) značajno nacionalno ili internacionalno zbivanje
Konačno, nagrada Camsell Medal prepoznaje izvanrednu dobrovoljnu službu u Kraljevskom kanadskom geografskom društvu.

## Kanadsko vijeće za geografsku edukaciju
Kanadsko vijeće za geografsku edukaciju (CCGE, engl. Canadian Council for Geographic Education) je zajednička inicijativa Kraljevskog kanadskog geografskog društva i Nacionalnog geografskog društva iz Washingtona, D.C. osnovana 1993. godine.
Programi CCGE-a pokrenuti su s ciljem jačanja geografske edukacije u školama. S obzirom na rastuće isticanje geografije u školskom sustavu, CCGE nastoji povećati javnu svijest o važnosti geografske pismenosti.

## Više informacija
- Popis kanadskih organizacija s kraljevskim patronatom

## Vanjske poveznice
- The Royal Canadian Geographical Society
- Canadian Geographic  Arhivirana inačica izvorne stranice od 19. listopada 2009. (Wayback Machine)
- The Canadian Council for Geographic Education  Arhivirana inačica izvorne stranice od 21. studenoga 2008. (Wayback Machine)
- Géographica  Arhivirana inačica izvorne stranice od 19. kolovoza 2008. (Wayback Machine)